# Бяла-Равска
Бяла-Равска (пол. Biała Rawska)  —  город  в Польше, входит в Лодзинское воеводство,  Равский повят.  Имеет статус городско-сельской гмины. Занимает площадь 9,62 км². Население — 3233 человека (на 2004 год).

## Фотографии

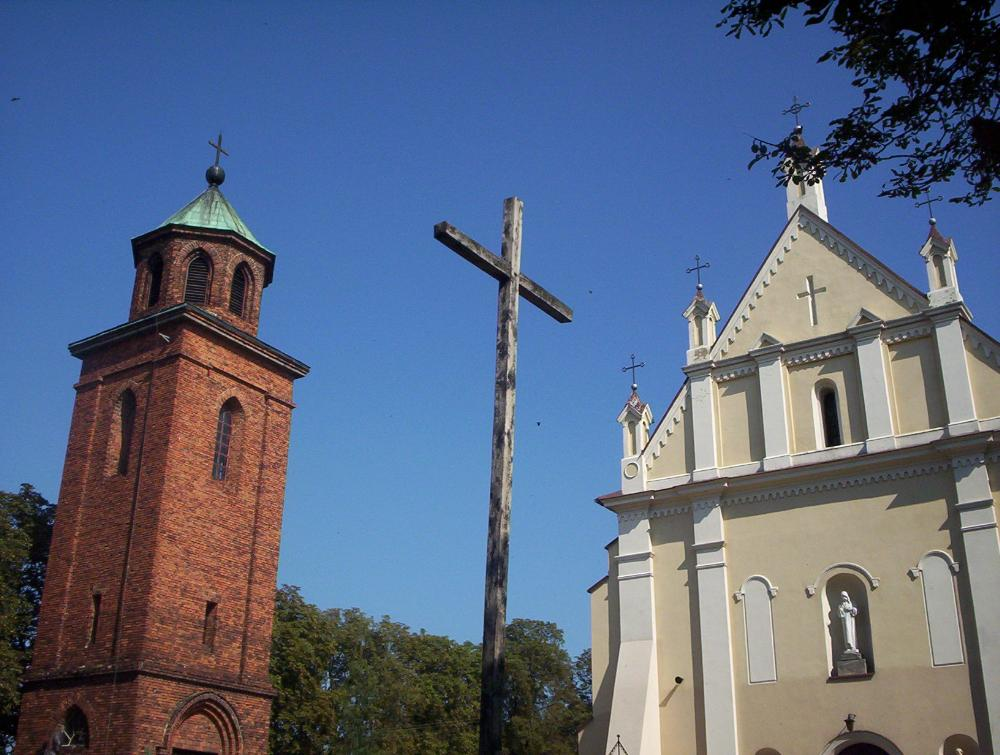
Костёл
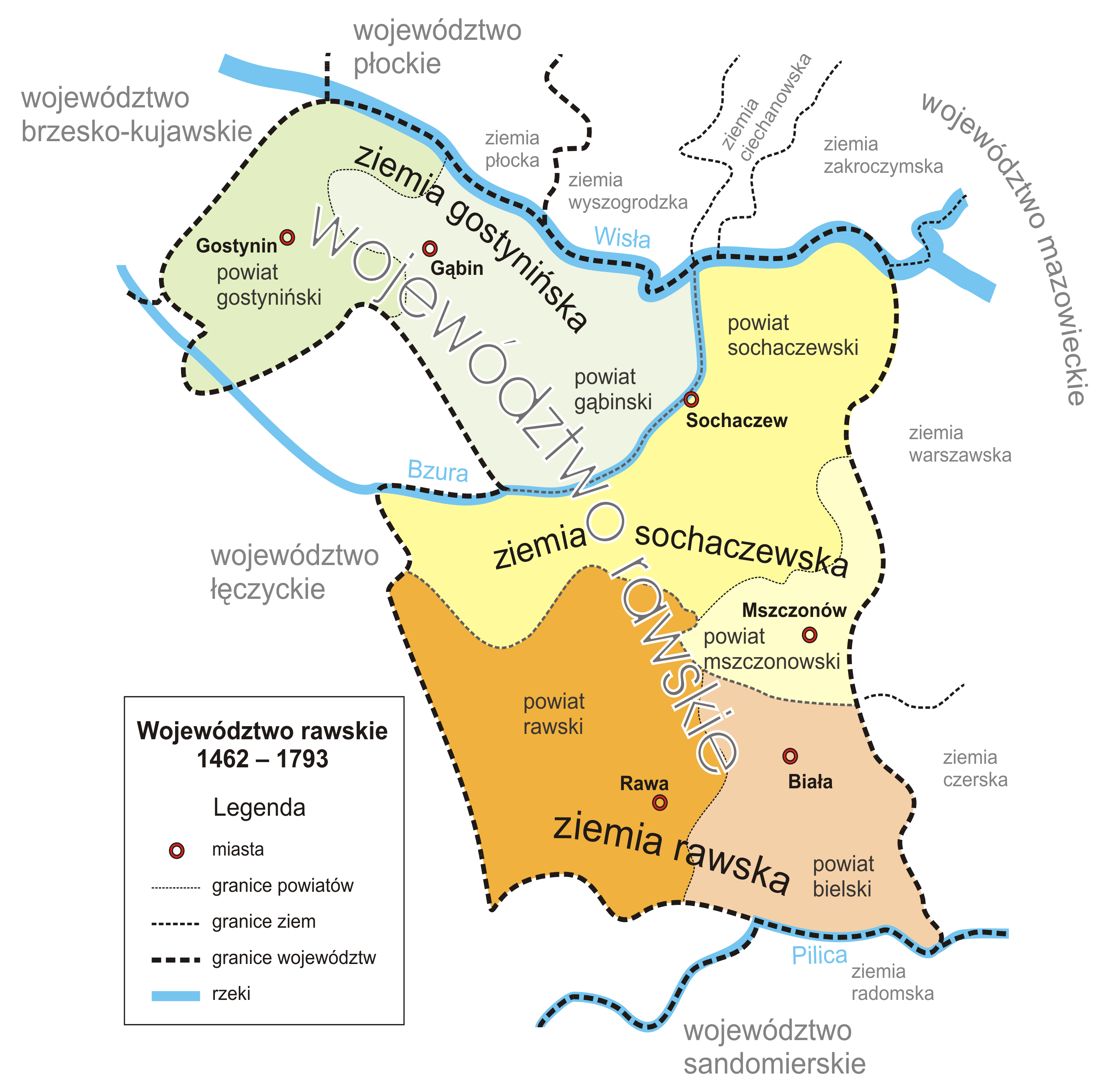
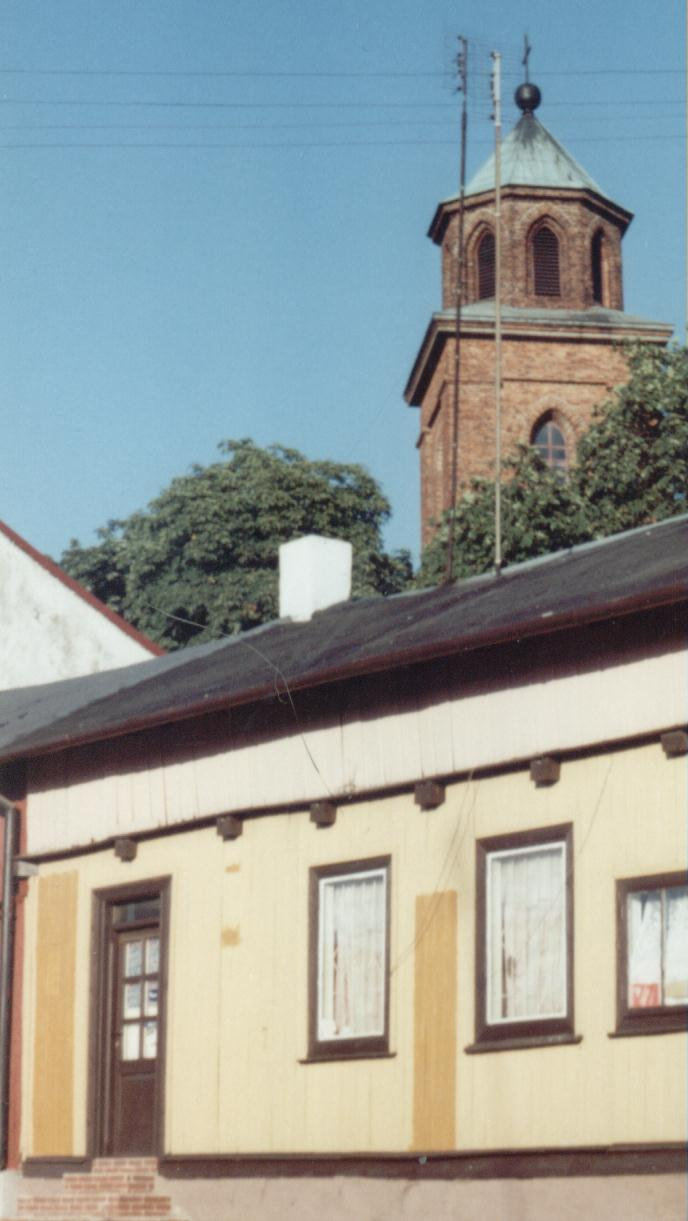
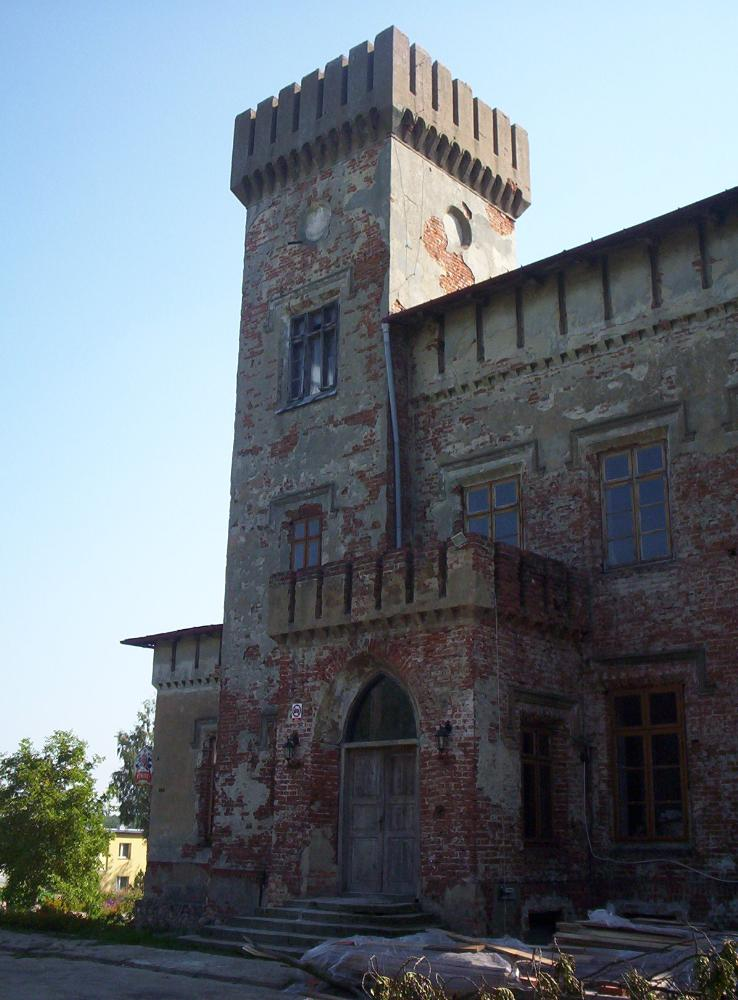
Дворец
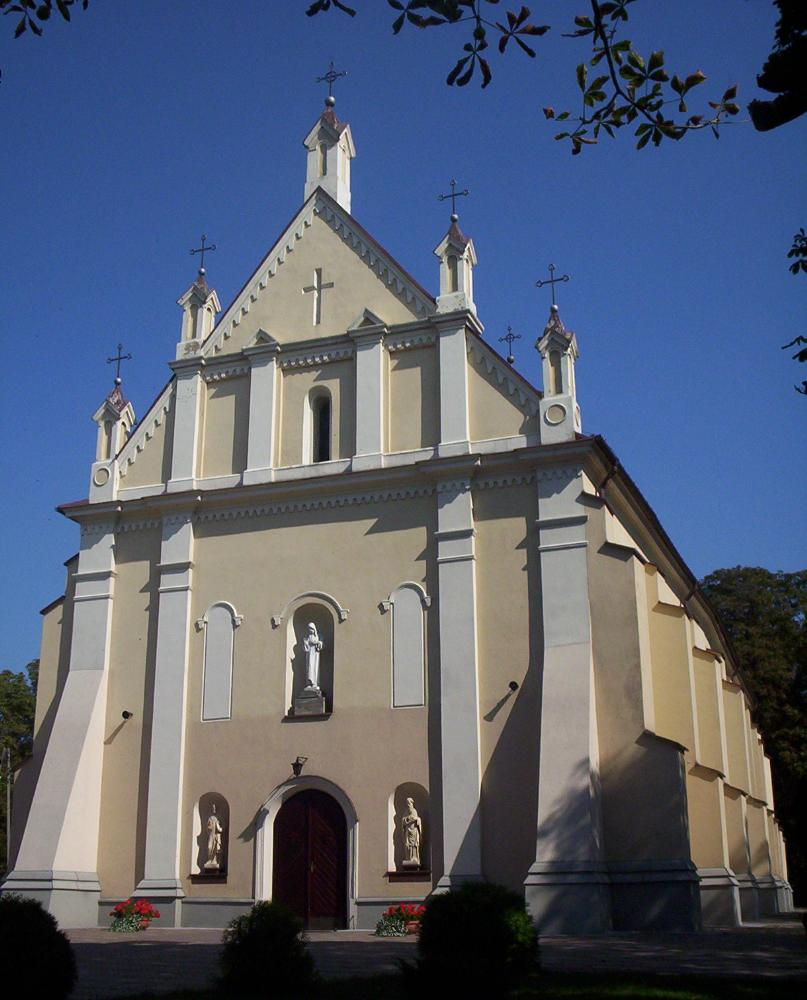
Костёл
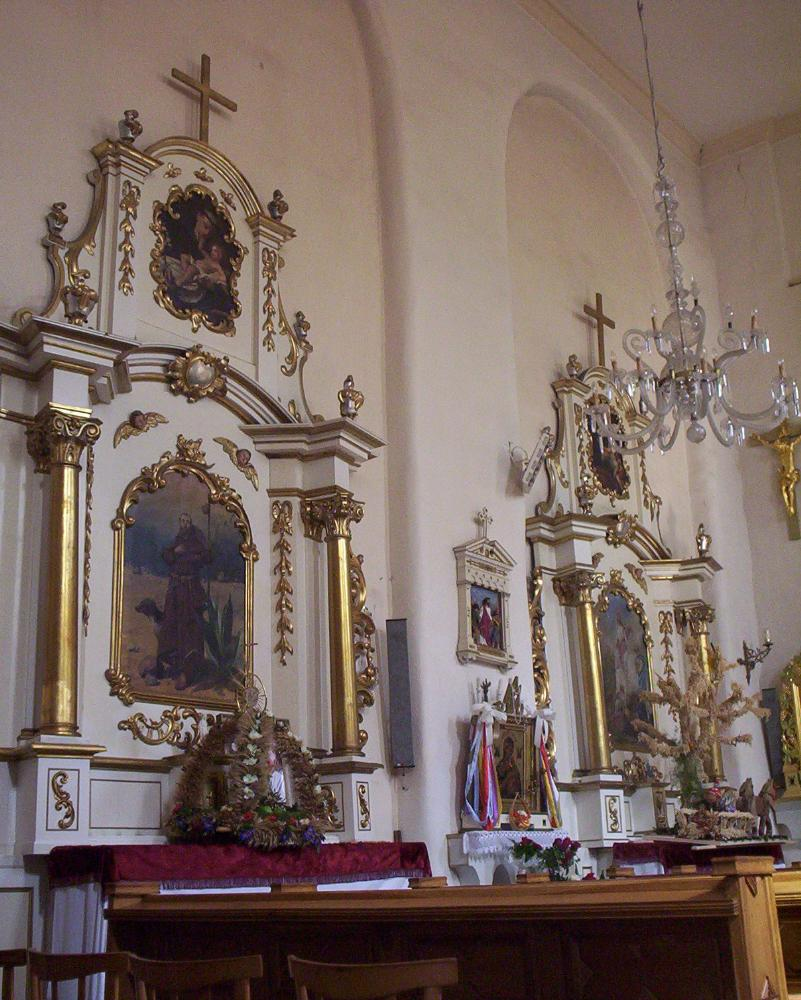
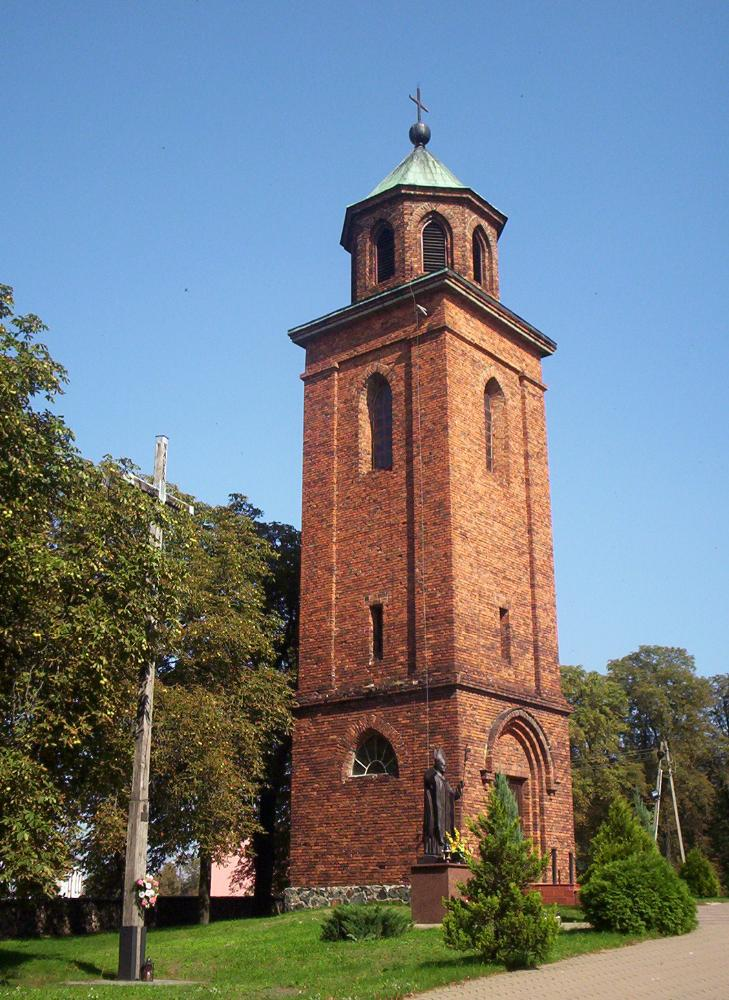
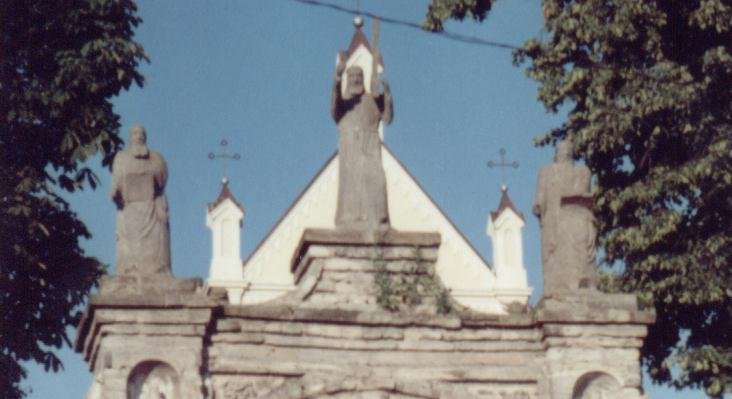
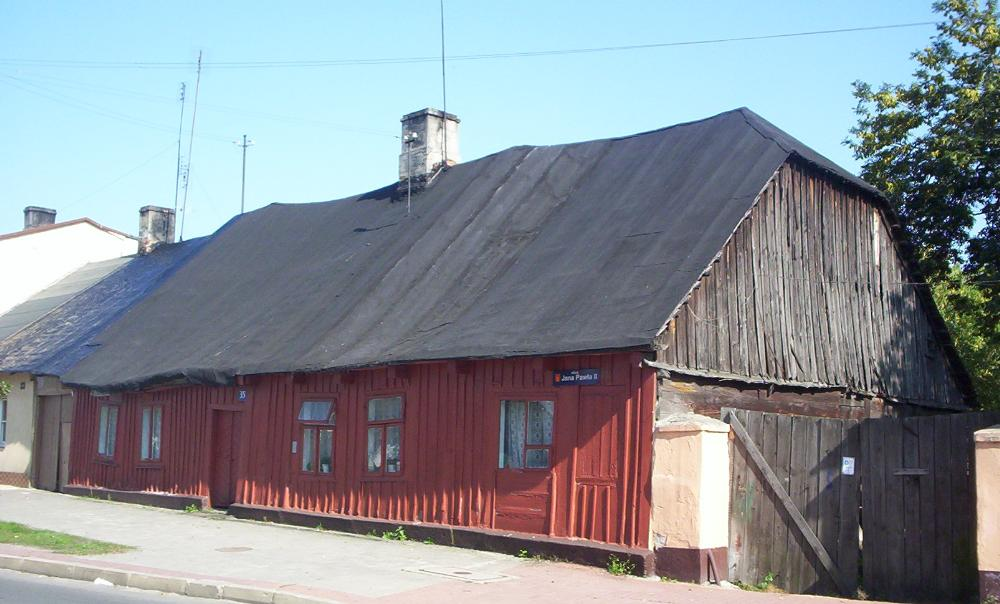

## Известные уроженцы
- Мариуш Пудзяновский (род. 1977) — каратист, боксёр, боец MMA, регбист, пауэрлифтер, пятикратный сильнейший человек мира.